# Shelkovnikov
Shelkovnikov (del ruso: Шелковников) es un jútor del raión de Koshejabl en la república de Adiguesia de Rusia. Está situado 40 km al sur de Koshejabl y 49 km al este de Maikop, la capital de la república. Tenía 268 habitantes en 2010
Pertenece al municipio de Vólnoye.

## Historia
Perteneció al raión de Natyrbovo del Óblast Autónomo Adigué entre 1924 y 1929.